# Alto Santo
Alto Santo är en kommun i Brasilien.   Den ligger i delstaten Ceará, i den östra delen av landet, 1 600 km nordost om huvudstaden Brasília. Antalet invånare är 16 360.
Omgivningarna runt Alto Santo är huvudsakligen savann. Runt Alto Santo är det glesbefolkat, med 11 invånare per kvadratkilometer.